# Rhynchocypris kumgangensis
Rhynchocypris kumgangensis és una espècie de peix cipriniforme de la família dels ciprínids.

## Morfologia
- Els mascles poden assolir 8 cm de longitud total.[5][6]

## Hàbitat
És un peix d'aigua dolça i de clima temperat.

## Distribució geogràfica
Es troba a Àsia: Corea.